# Windows NT 3.51
Windows NT 3.51 (1995) è un sistema operativo a 32 bit della famiglia Windows NT, evoluzione di Windows NT 3.5. Il suo nome in codice era Microsoft Daytona, lo stesso di Windows NT 3.5. È stato pubblicato il 30 maggio 1995, nove mesi dopo Windows NT 3.5 e tre mesi prima del rilascio di Windows 95.
Venne distribuito in due versioni:
- Windows NT 3.51 Workstation
- Windows NT 3.51 Server

## Requisiti di sistema
|             | Windows NT Workstation | Windows NT Server |
| ----------- | ---------------------- | ----------------- |
| Processore  | 386 o 486/25           | 386 o 486/25      |
| Memoria RAM | 12 MB                  | 16 MB             |
| Video       | VGA                    | VGA               |
| Disco fisso | 90 MB                  | 90 MB             |

## Screenshot

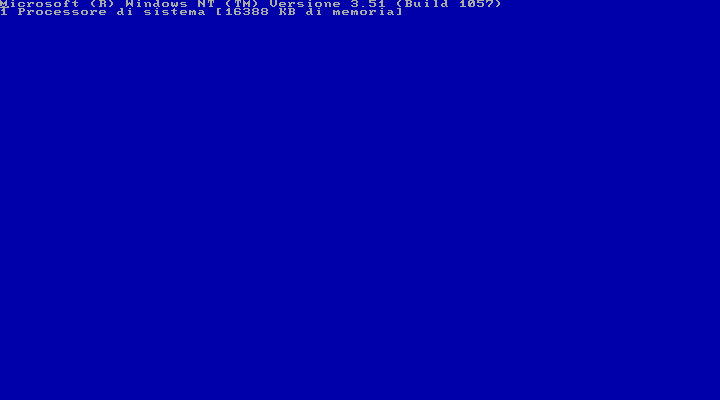
Avvio di Windows NT 3.51 Workstation RTM
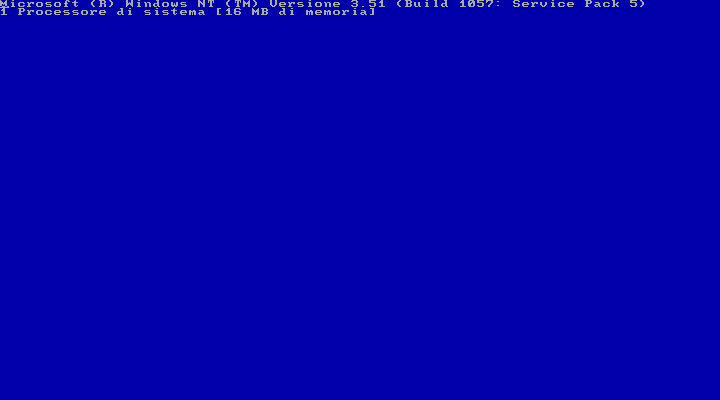
Avvio di Windows NT 3.51 Workstation SP5. Notare come, a differenza della schermata precedente, la RAM è mostrata in MB
Sfondo di Windows NT 3.51 Workstation
Microsoft Mail su Windows NT 3.51